# Turjánvidék
Turjánvidék este o arie protejată (arie specială de conservare — SAC, sit de importanță comunitară — SCI) din Ungaria întinsă pe o suprafață de 12.213,44 ha, integral pe uscat.

## Localizare
Centrul sitului Turjánvidék este situat la coordonatele 47°09′04″N 19°19′08″E / 47.1511°N 19.3189°E.

## Înființare
Situl Turjánvidék a fost declarat sit de importanță comunitară în mai 2004 pentru a proteja 5 specii de plante și 30 de specii de animale. Situl a fost protejat și ca arie specială de conservare în februarie 2010.

## Biodiversitate
Situată în ecoregiunea panonică, aria protejată conține 13 habitate naturale: Formațiuni de Juniperus communis pe lande sau pajiști calcaroase, Pajiști aluvionare inundabile, de Cnidion dubii, Pajiști cu Molinia pe soluri calcaroase, turboase sau argilos-nămoloase (Molinion caeruleae), Mlaștini alcaline, Fânețe de joasă altitudine (Alopecurus pratensis, Sanguisorba officinalis), Tufărișuri panonice ale dunelor de nisip continentale (Junipero-Populetum albae), Păduri mixte riverane de Quercus robur, Ulmus laevis și Ulmus minor, Fraxinus excelsior sau Fraxinus angustifolia, de-a lungul marilor râuri (Ulmenion minoris), Păduri stepice euro-siberiene cu Quercus spp., Păduri aluvionare cu Alnus glutinosa și Fraxinus excelsior (Alno-Padion, Alnion incanae, Salicion albae), Stepe panonice nisipoase, Mlaștini calcaroase cu Cladium mariscus și specii de Caricion davallianae, Lacuri eutrofice naturale cu vegetație de tip Magnopotamion sau Hydrocharition, Lacuri și iazuri distrofice naturale.
La baza desemnării sitului se află mai multe specii protejate:
- plante (5): clopțelul cu frunze de crin (Adenophora lilifolia), Cirsium brachycephalum, Colchicum arenarium, Dianthus diutinus, Iris humilis subsp. arenaria
- amfibieni (2): buhai de baltă cu burta roșie (Bombina bombina), triton cu creastă dobrogean (Triturus dobrogicus)
- mamifere (8): liliac cârn (Barbastella barbastellus), castor (Castor fiber), vidră de râu (Lutra lutra), liliac cu urechi mari (Myotis bechsteinii), liliac cu urechi de șoarece (Myotis blythii), liliac cărămiziu (Myotis emarginatus), liliac comun (Myotis myotis), popândău (Spermophilus citellus)
- nevertebrate (14): Arytrura musculus, Bolbelasmus unicornis, Carabus hungaricus, croitorul mare al stejarului (Cerambyx cerdo), Coenonympha oedippus, Cucujus cinnaberinus, Euplagia quadripunctaria, Isophya costata, libelule (Leucorrhinia pectoralis), rădașcă (Lucanus cervus), fluturele purpuriu (Lycaena dispar), Maculinea teleius, Vertigo angustior, Vertigo moulinsiana
- pești (4): zvârluga (Cobitis taenia), țipar (Misgurnus fossilis), boarță (Rhodeus sericeus amarus), țigănuș (Umbra krameri)
- reptile (2): țestoasa de baltă (Emys orbicularis), Vipera ursinii rakosiensis

Pe lângă speciile protejate, pe teritoriul sitului au mai fost identificate 9 specii de plante, 5 specii de amfibieni, 2 specii de nevertebrate, 5 specii de reptile.